# Un train s'est arrêté
Pour plus de détails, voir Fiche technique et Distribution.
Un train s'est arrêté (Остановился поезд) est un film soviétique réalisé par Vadim Abdrachitov, sorti en 1982,.

## Fiche technique
- Photographie : Youri Nevski, Youri Chaïgardanov
- Musique : Edouard Artemiev
- Décors : Alexandre Tolkatchev